# Charles Alton Ellis
Charles Alton Ellis (1876–1949) fue un profesor universitario, ingeniero estructural y matemático estadounidense, principal responsable del diseño estructural del puente Golden Gate. Debido a una disputa con Joseph Strauss, no fue reconocido por su trabajo cuando se abrió el puente en 1937. 

## Semblanza
Ellis nació en Parkman, Maine en 1876 y obtuvo un título en matemáticas por la Universidad Wesleyana (donde fue miembro de la fraternidad Delta Kappa Epsilon) y un certificado de posgrado en ingeniería (CE) de la Universidad de Illinois. Durante su carrera, fue profesor en la Universidad de Míchigan, la Universidad de Illinois y la Universidad de Purdue.
Una disputa sobre el tiempo que se estaba empleando en completar el diseño estructural del Golden Gate llevó a Strauss a acusar a Ellis de perder tiempo y dinero, y a despedirlo del proyecto. La copia de los planos de ingeniería del puente archivada en la Biblioteca del Congreso está firmada por Ellis, pero en la placa conmemorativa colocada en el puente en 1937 no figura citado su nombre.
A partir del 10 de mayo de 2007, Ellis pasó a recibir reconocimiento oficial por su participación en el proceso de diseño del puente Golden Gate.